# Whitehorse
Pour les articles homonymes, voir White Horse.
Whitehorse (/ˈwaɪtˌhɔɹs/, en français :  « cheval blanc ») est une municipalité canadienne avec les statuts de ville (en anglais : city) et est aussi la capitale du territoire du Yukon. Située dans le Sud du territoire, la ville s'est établie dans la vallée du Yukon. À 155 kilomètres à l'ouest par route se trouve le parc national de Kluane, au pied de la chaîne Saint-Élie. Le recensement de 2022 y dénombre 30 617 habitants, dont 3 760 francophones. La ville représente environ 70 % de la population du Yukon.

## Histoire

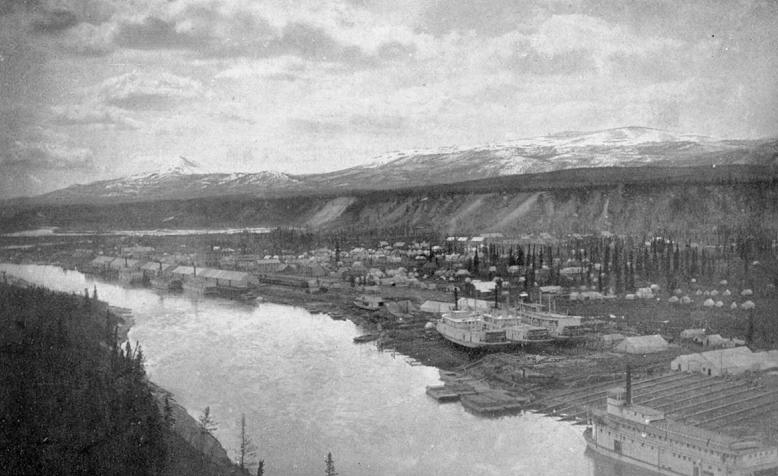
Whitehorse en 1910

Whitehorse était un lieu de pêche, de chasse et de rassemblement estival pour les autochtones. L'endroit est nommé ainsi vers les années 1880 par des prospecteurs blancs à cause des rapides du fleuve Yukon rappelant la crinière d'un cheval blanc.
Après la découverte d'or au Klondike en août 1896, l'endroit devient un important centre d'approvisionnement de la ruée vers l'or de 1897 et 1898. Pour faciliter l'accès aux mines, la White Pass and Yukon Route construit un chemin de fer reliant Skagway en Alaska au territoire. La construction de la voie ferrée est achevée le 29 juillet 1900, soit après la ruée vers l'or.
Quand les États-Unis partent en guerre contre les Japonais à la suite de l'attaque de Pearl Harbor et à une escarmouche dans les Aléoutiennes, les Américains décident de construire la route de l'Alaska, en territoire canadien, afin de relier l'Alaska au reste de leur pays. Il faut alors ravitailler l'État en matériel militaire, Whitehorse devient alors la plaque tournante de la construction de la route, elle est située au kilomètre 1489.
Après la guerre, grâce à la route, Whitehorse voit grandir son rôle dans l'exploitation minière (cuivre, or, argent) et le commerce de la fourrure.
Le 1er avril 1953, après la construction de la route du Klondike, la ville a été désignée comme capitale du territoire du Yukon, lorsque le siège du territoire y a été déplacé depuis Dawson City. 
Le 21 mars 1957, le nom de la ville a été officiellement changé de White Horse en Whitehorse.
En 2011, Whitehorse, avec seulement 3 microgrammes de particules en suspension PM10 par mètre cube d'air, est considérée par l'Organisation mondiale de la santé comme étant la ville avec l'air le plus pur du monde.
Le Yukon Sourdough Rendezvous est un festival créé en 1964, qui traditionnellement se déroule chaque mois de février à Whitehorse,,,

## Géographie et climat

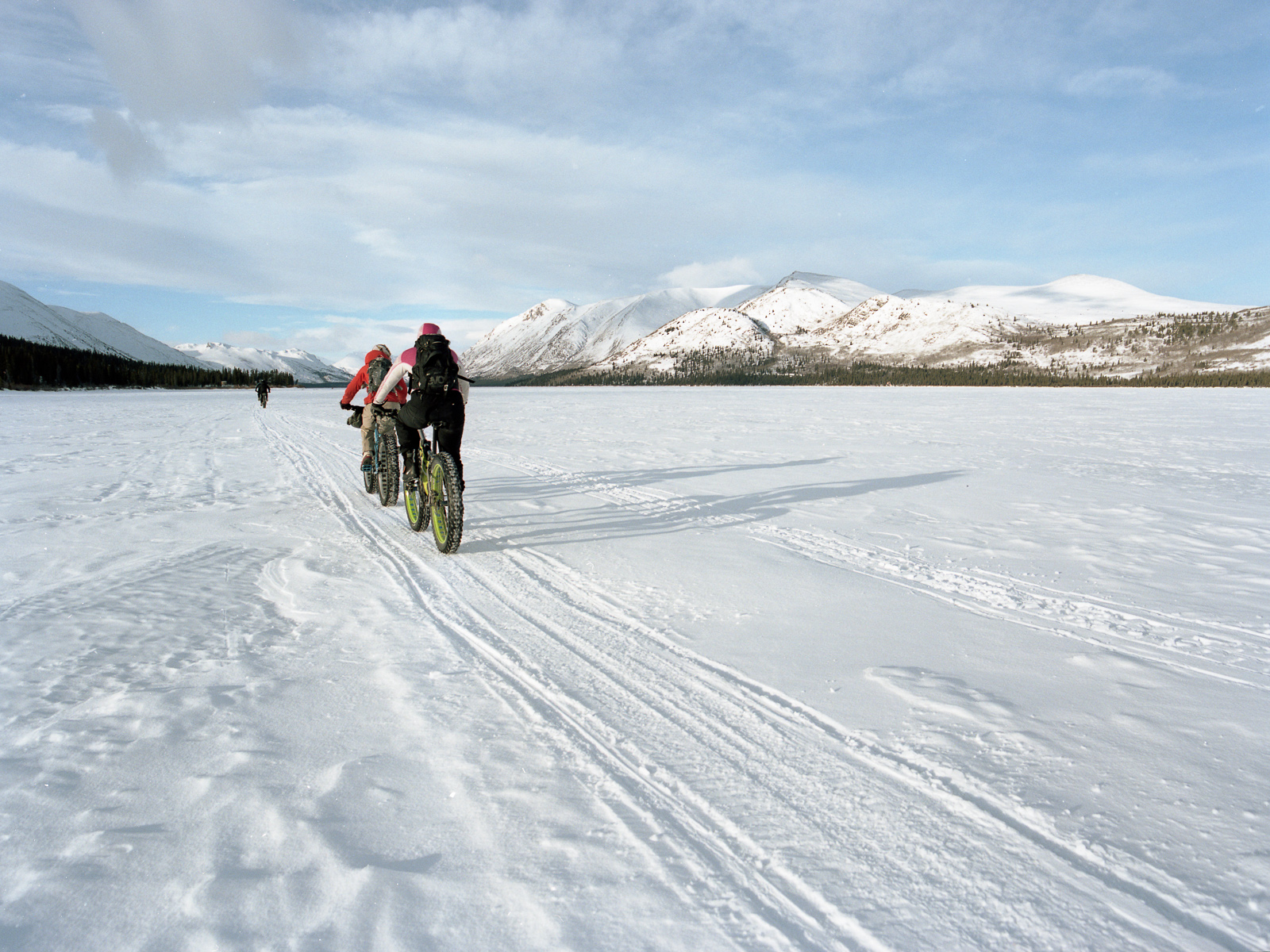
Traversée du lac aux Poissons (Łu Zil Män).

Whitehorse bénéficie d'un climat subarctique. La hauteur annuelle de neige est de 145 cm avec un maximum de 25,5 cm pour le mois de novembre. On y a relevé comme températures extrêmes −52,2 °C le 31 janvier 1947 et +34,4 °C le 14 juin 1969.
| Mois                                  | jan.       | fév.       | mars       | avril      | mai        | juin      | jui.      | août      | sep.       | oct.       | nov.       | déc.       | année           |
| ------------------------------------- | ---------- | ---------- | ---------- | ---------- | ---------- | --------- | --------- | --------- | ---------- | ---------- | ---------- | ---------- | --------------- |
| Température minimale moyenne (°C)     | −19,2      | −17,6      | −11,9      | −4,6       | 1          | 5,6       | 8         | 6,7       | 2,1        | −3,2       | −12,9      | −16,5      | −5,2            |
| Température moyenne (°C)              | −15,2      | −12,7      | −6,3       | 1          | 7,3        | 12,3      | 14,3      | 12,6      | 7,2        | 0,5        | −9,4       | −12,5      | −0,1            |
| Température maximale moyenne (°C)     | −11        | −7,7       | −0,7       | 6,6        | 13,5       | 19,1      | 20,6      | 18,5      | 12,1       | 4,2        | −6         | −8,5       | 5,1             |
| Record de froid (°C) date du record   | −56,1 1906 | −51,2 1968 | −42,2 1910 | −30,6 1907 | −12,9 2002 | −6,1 1905 | −2,2 1906 | −8,3 1941 | −19,4 1983 | −31,1 1982 | −47,2 1909 | −48,3 1906 | −56,1 21/1/1906 |
| Record de chaleur (°C) date du record | 10,9 2013  | 11,7 1968  | 16,8 2016  | 21,8 2002  | 34,1 1983  | 34,4 1969 | 33,2 2009 | 31,6 1999 | 26,7 1942  | 19,3 2003  | 13,3 1905  | 10,6 2004  | 34,4 14/6/1969  |
| Ensoleillement (h)                    | 43,8       | 105,5      | 163,2      | 238,5      | 251,1      | 266,7     | 247,6     | 226,5     | 132,7      | 84,9       | 39,8       | 26,8       | 1 827,1         |
| Précipitations (mm)                   | 17,8       | 11,8       | 10,3       | 7          | 16,3       | 32,4      | 38,1      | 35,8      | 33,3       | 23,2       | 20,1       | 16,3       | 262,3           |
| dont neige (cm)                       | 25,4       | 18,3       | 14,8       | 7,2        | 2          | 0         | 0         | 0,3       | 4,7        | 18,6       | 27         | 23,5       | 141,8           |
| Nombre de jours avec précipitations   | 11,2       | 8,3        | 6,4        | 4,4        | 8          | 10,9      | 13,5      | 12,5      | 11,9       | 11,5       | 11,5       | 11,2       | 121,2           |
| Humidité relative (%)                 | 72,2       | 64,5       | 51,8       | 42,1       | 38,2       | 39,9      | 46        | 47,9      | 54,5       | 64,2       | 75,2       | 74,7       | 55,9            |
| Nombre de jours avec neige            | 11,9       | 9,1        | 7          | 3,8        | 1,2        | 0         | 0         | 0,3       | 1,5        | 7,9        | 12,4       | 12,2       | 67,4            |

| Diagramme climatique                                  |               |               |          |           |             |           |             |             |             |             |               |
| J                                                     | F             | M             | A        | M         | J           | J         | A           | S           | O           | N           | D             |
| −11−19,217,8                                          | −7,7−17,611,8 | −0,7−11,910,3 | 6,6−4,67 | 13,5116,3 | 19,15,632,4 | 20,6838,1 | 18,56,735,8 | 12,12,133,3 | 4,2−3,223,2 | −6−12,920,1 | −8,5−16,516,3 |
| Moyennes : • Temp. maxi et mini °C • Précipitation mm |               |               |          |           |             |           |             |             |             |             |               |

| Mois                                  | jan.       | fév.       | mars       | avril      | mai       | juin      | jui.      | août      | sep.       | oct.       | nov.       | déc.       | année          |
| ------------------------------------- | ---------- | ---------- | ---------- | ---------- | --------- | --------- | --------- | --------- | ---------- | ---------- | ---------- | ---------- | -------------- |
| Température minimale moyenne (°C)     | −20,4      | −17        | −12,3      | −4,9       | 0,7       | 5,9       | 8,5       | 6,6       | 2,1        | −3,4       | −13,4      | −17,3      | −5,4           |
| Température moyenne (°C)              | −16,2      | −11,8      | −6         | 1,8        | 8         | 13,1      | 15,1      | 13,1      | 7,5        | 0,5        | −9,8       | −13,2      | 0,2            |
| Température maximale moyenne (°C)     | −12,1      | −6,6       | 0,3        | 8,5        | 15,3      | 20,4      | 21,6      | 19,5      | 12,8       | 4,3        | −6,2       | −9,1       | 5,7            |
| Record de froid (°C) date du record   | −48,3 1966 | −51,1 1968 | −42,8 1972 | −31,7 1963 | −15 2002  | −4,4 1971 | −1,7 1963 | −5,6 1960 | −17,5 1983 | −29,5 1982 | −41,7 1961 | −47,8 1971 | −51,1 3/2/1968 |
| Record de chaleur (°C) date du record | 10 2009    | 12,8 1968  | 13,5 1994  | 23,5 2002  | 34,5 1983 | 35,6 1969 | 34,5 2009 | 31,7 1977 | 26,7 1974  | 20 2003    | 12,2 1970  | 9,5 2004   | 35,6 14/6/1969 |
| Précipitations (mm)                   | 19,2       | 13,6       | 11,7       | 6,8        | 16,3      | 33,4      | 39,6      | 36,5      | 35,3       | 26,1       | 22,7       | 20,3       | 281,6          |
| dont neige (cm)                       | 19         | 13,5       | 11,9       | 4,6        | 1,2       | 0         | 0         | 0,4       | 5,6        | 16,3       | 21,9       | 20,2       | 114,6          |
| Nombre de jours avec précipitations   | 9,7        | 7,3        | 5,7        | 4,5        | 8         | 11,4      | 13,6      | 12,4      | 10,1       | 11,2       | 10,3       | 10,1       | 114,3          |
| Nombre de jours avec neige            | 9,5        | 7,3        | 5,7        | 2,7        | 0,54      | 0         | 0         | 0,1       | 1,1        | 7          | 10         | 10         | 53,8           |

| Diagramme climatique                                  |             |              |            |             |             |             |             |             |             |               |               |
| J                                                     | F           | M            | A          | M           | J           | J           | A           | S           | O           | N             | D             |
| −12,1−20,419,2                                        | −6,6−1713,6 | 0,3−12,311,7 | 8,5−4,96,8 | 15,30,716,3 | 20,45,933,4 | 21,68,539,6 | 19,56,636,5 | 12,82,135,3 | 4,3−3,426,1 | −6,2−13,422,7 | −9,1−17,320,3 |
| Moyennes : • Temp. maxi et mini °C • Précipitation mm |             |              |            |             |             |             |             |             |             |               |               |

En position d’abri, la ville de Whitehorse ne reçoit que 262 mm de précipitations par an, dont 54 % sous forme de neige. Les grandes dépressions océaniques sont en effet bloquées par une puissante chaîne de montagnes littorales très arrosées. La ville compte en moyenne 80 jours de gel par an, limitant ainsi la croissance de la végétation. Selon les années, les derniers gels peuvent encore être présents début juin et les premières gelées peuvent intervenir dès le 25 aout. La température moyenne est de −15 °C en janvier et de 12 °C en aout, mais avec parfois des records de froid (−52 °C en janvier 1947). On assiste cependant ces dernières décennies à l’affirmation des effets du réchauffement climatique. Si la moyenne des températures d’été demeurent quasi identiques, on relève de fortes variations des températures hivernales : en janvier, la moyenne des années 1961/1990 est de −18,7 °C, contre −15,2 °C sur la période 1981/2010, soit une hausse des températures de 3,5 °C en moyenne mensuelle.

## Démographie
Selon le Recensement du Canada de 2016, Whitehorse abritait alors  25 085 habitants soit une augmentation de 31 % par rapport à 2001. Avec une superficie de 416,43 km2, cette ville possédait une densité de population de 55,9 hab/km2 en 2016. 
La population de Whitehorse est principalement composée d'Européens (75,5 %). Elle compte encore un nombre important d'Autochtones du Canada (16,5 %) dont 13,5 % des Premières Nations et de 2,2 % de Métis (Canada). Elle est également composée de membres de Minorité visible (7,9 %) qui viennent principalement d'Asie du Sud-Est (3,4 %) et d'Asie du Sud (1,6 %).
Les habitants sont majoritairement athées (51,4 %), les autres étant de confession chrétienne pour 45,3 %. 
94,1 % des habitants possèdent la nationalité canadienne. 
| 2001   | 2006   | 2011   | 2016   |
| ------ | ------ | ------ | ------ |
| 19 058 | 20 461 | 23 276 | 25 085 |

## Langues
Le territoire du Yukon est officiellement bilingue français et anglais. En 2011, 84,3 % des résidents de la ville déclarent que l'anglais est leur langue maternelle tandis que 4,6 % se déclarent francophone. Le nombre d'allophones est de 9,7 %. En dehors de l'anglais et du français, les langues les plus parlées sont l'allemand, le tagalog, l'espagnol, le chinois et le néerlandais.

## Transports
Whitehorse dispose d'un aéroport international et est desservie par la route panaméricaine. Lors des attentats du 11 septembre 2001, deux appareils en route vers les États-Unis depuis l'Asie ont été déviés vers Whitehorse, notamment un Boeing 747 de Korean Air suspecté à tort d'avoir été piraté.

## Gouvernement

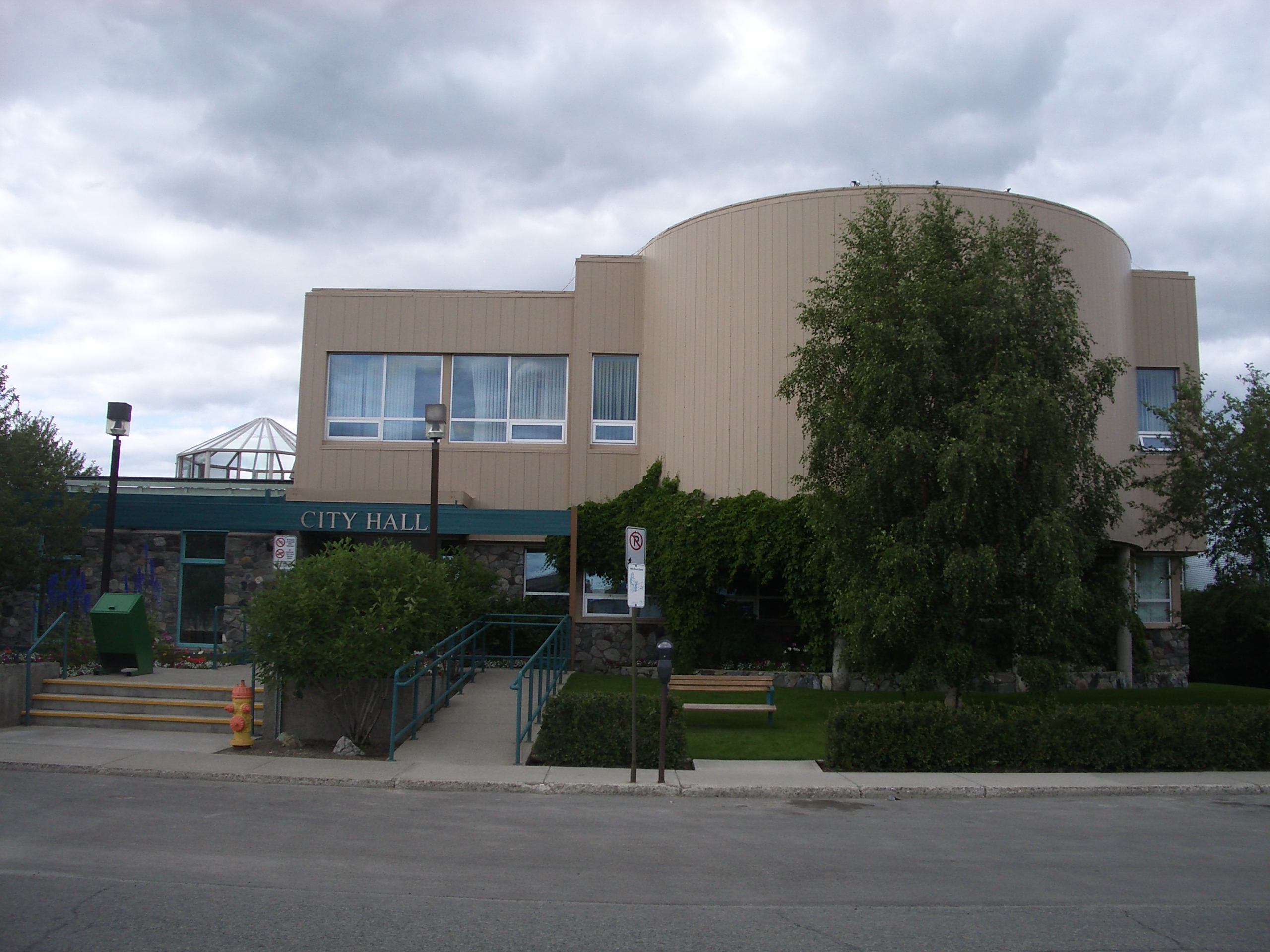
Hôtel de ville de Whitehorse

Whitehorse est une ville soumise à la législation du Yukon prévue pour les municipalités et a un conseil municipal formé de six conseillers et d'un maire, élus tous les trois ans par les citoyens canadiens de plus de 18 ans et résidant sur la ville de Yukon.

## Économie
La ville dépend du tourisme et de l'exploitation minière dans le territoire. Des milliers de visiteurs font escale à Whitehorse en chemin vers l'Alaska ou avant d'explorer la nature sauvage du Yukon.
Les principaux sites touristiques de Whitehorse incluent le Canyon Miles, le bateau à aubes S.S. Klondike, les musées MacBride, des Transports ou de la Béringie, les Log Skyscrapers » ou l'Échelle à poissons de Whitehorse, entre autres.

## Éducation

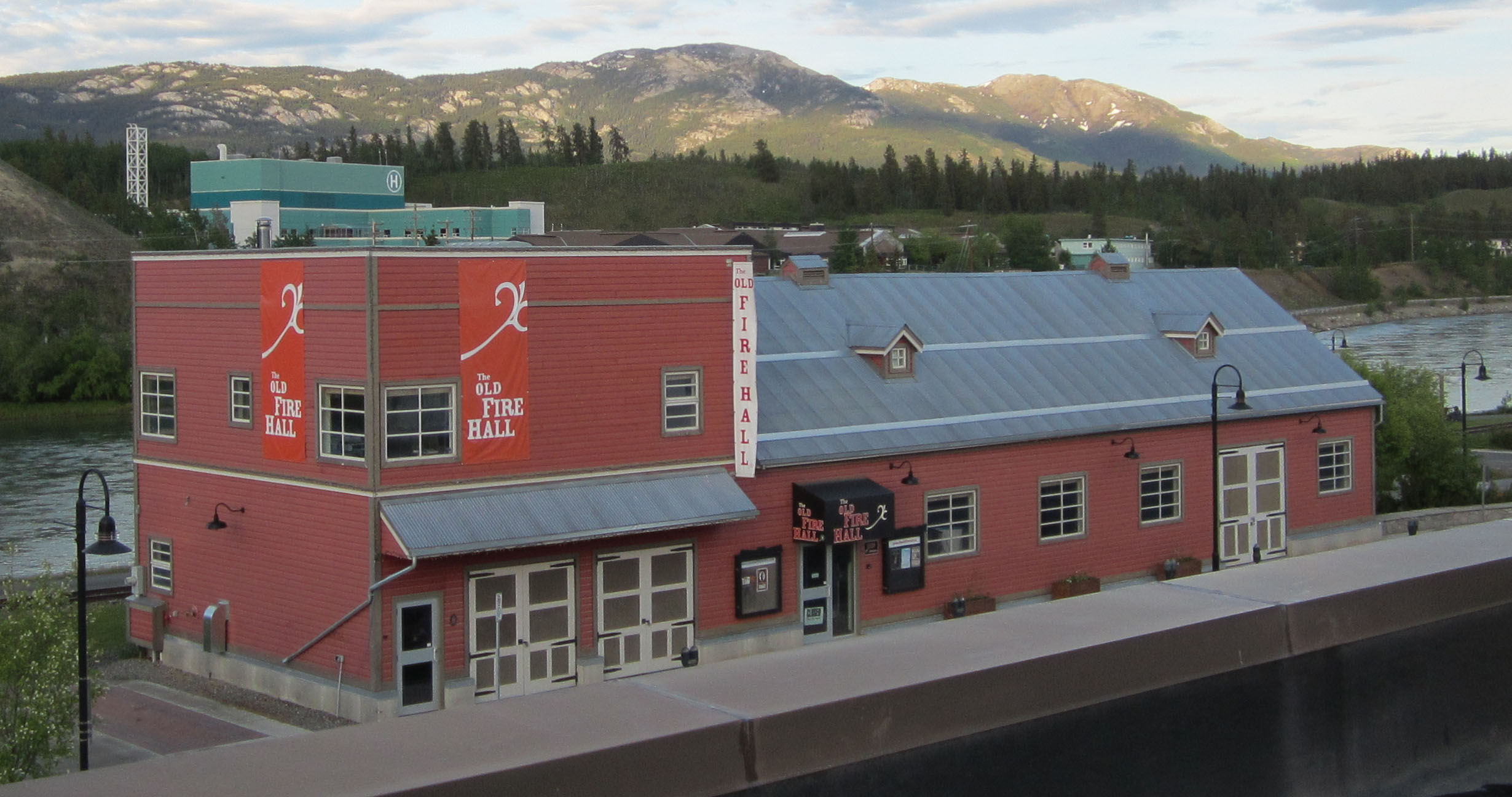
Ancienne caserne des pompiers aujourd'hui salle de spectacles.

La ville de Whitehorse dispose de plusieurs écoles et collèges. Parmi ces établissements scolaires, l’École élémentaire Whitehorse propose un enseignement d'immersion en français pour les non-francophones. Le collège bilingue École secondaire F.H. Collins Secondary School offre le même type d'enseignement d'immersion en langue française et plus généralement un cursus secondaire bilingue.
Les Canadiens francophones, qui forment une communauté linguistique forte de près de 3 500 personnes, ont à leur disposition une école primaire francophone, l’École Émilie-Tremblay. À partir de la 7e année (équivalent de la classe de 6 ème pour la France), les élèves francophones ont la possibilité de poursuivre leurs études en français au niveau de l'enseignement secondaire au sein de l'Académie Parhélie, et ce, pendant cinq ans jusqu'à la 12e année.

## Religions
- Diocèse de Whitehorse
- Cathédrale du Sacré-Cœur de Whitehorse[33]

## Personnalités liées à la ville

### Robert W. Service

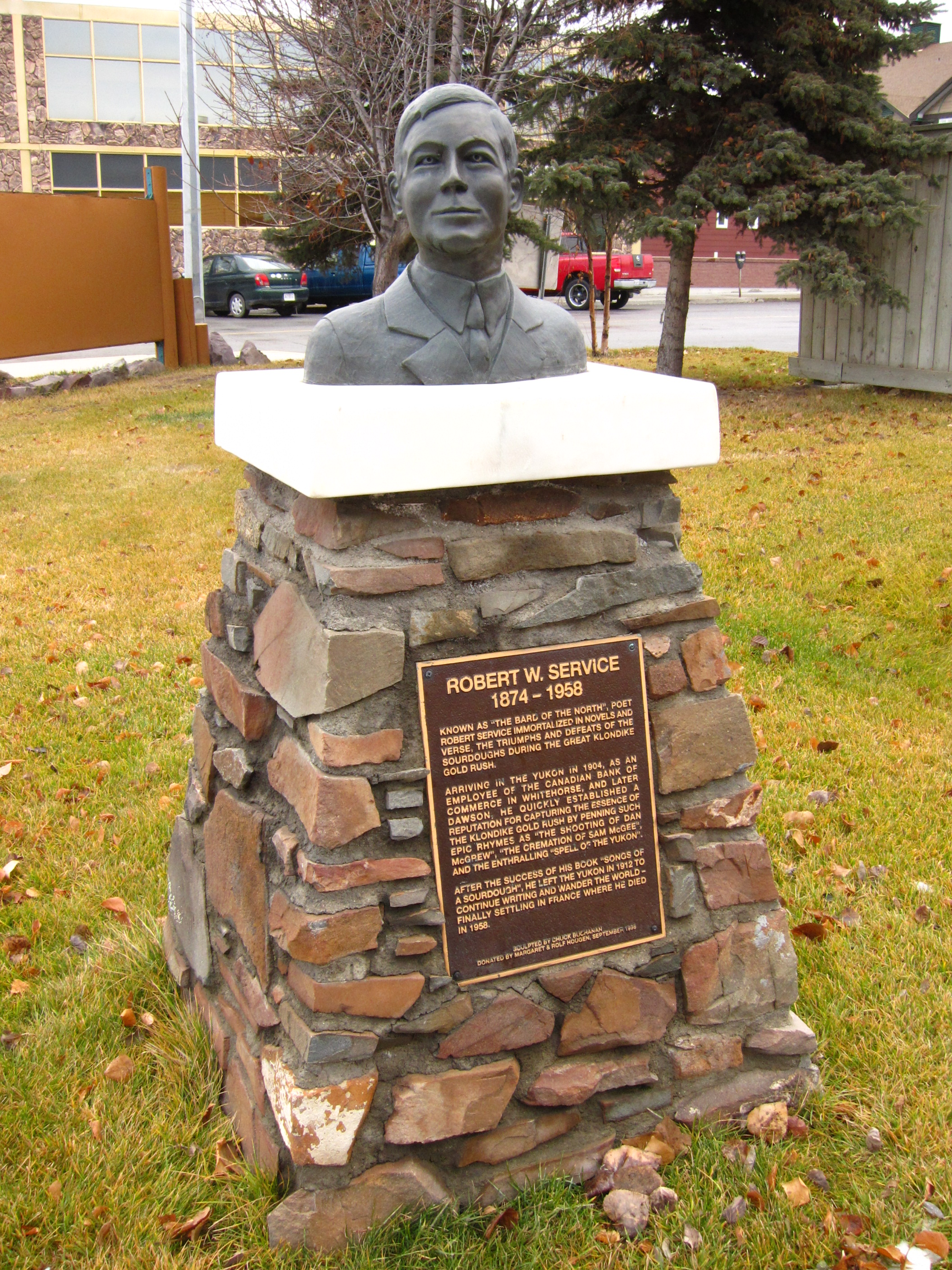
Buste à Whitehorse

Robert William Service, surnommé le « Barde du Yukon », a immortalisé le Klondike dans ses poèmes qui sont devenus très populaires. Travaillant à la Banque canadienne impériale de commerce, il est muté à Whitehorse au Yukon en novembre 1904. Bien que la période de la Ruée vers l'or soit déjà terminée quand il arrive à Whitehorse, l’atmosphère spéciale qui y règne alors encore, ainsi que les récits des anciens mineurs, l’inspirent pour ses futurs écrits.
Plusieurs monuments dédiés au célèbre poète du Yukon Robert William Service ont été érigés dans la ville de Whitehorse :
- la sculpture d’une table et d’une chaise  à l’angle de la 2nd Avenue et de Main Street ;
- un buste devant l’immeuble de l’Office de tourisme sur la 2nd Avenue ;
- une rue, l'ancienne South Access Road, a été rebaptisée en Robert Service Way ;
- une fresque à l'extérieur de la salle de conseil de l'hôtel de ville de Whitehorse présente une partie de son poème, Le Rêve de Bob Smart.

Les écrits de Robert Service composés lors de ses années passées à Whitehorse continuent de captiver l’imagination de nombreuses personnes partout dans le monde.

### Jack London
Jack London, participa à la ruée vers l'or de l'automne 1897 au mois de juin 1898. Ce séjour fut le déclencheur de sa carrière de journaliste et d'écrivain. On peut voir son buste de bronze sur Main Street. Qui le poussa à écrire le livre " Croc Blanc ".